# Sebastião Carlos da Silva
Sebastião Carlos da Silva (São Paulo; 20 de enero de 1959) es un exfutbolista brasileño que jugaba de delantero.

## Trayectoria
Carlos da Silva se formó en las inferiores de Jabaquara de su ciudad natal São Paulo, con 10 años de edad. En 1976 pasa a formar parte de las juveniles del Palmeiras, mas su debut profesional en ese club se dio en 1979. Luego de pasar por varios clubes de Brasil, y gracias a la influencia de su excompañero de equipo Célio Alves, en 1985 ficha por Oriente Petrolero, es en el club refinero donde cosecha sus mayores logros, entre ellos dos goles en una importante victoria contra Club Olimpia en Paraguay en la Copa Libertadores 1988. En 1991 fue goleador del torneo de Primera División. En 1993 fue fichado por Guabirá. En 1995 vuelve a Oriente Petrolero. En 1996 ficha por Independiente Petrolero para luego retirarse en 1997.

## Clubes
| Club                    | País    | Año         |
| ----------------------- | ------- | ----------- |
| Palmeiras               | Brasil  | 1979 - 1980 |
| Comercial FC            | Brasil  |             |
| Uberlândia EC           | Brasil  |             |
| Lençoense               | Brasil  |             |
| Palmeiras               | Brasil  | 1982        |
| Ceará                   | Brasil  | 1983        |
| Paulista FC             | Brasil  | 1984        |
| Palmeiras               | Brasil  | 1985        |
| Oriente Petrolero       | Bolivia | 1986-1992   |
| Guabirá                 | Bolivia | 1993-1994   |
| Oriente Petrolero       | Bolivia | 1995        |
| Independiente Petrolero | Bolivia | 1996-1997   |

## Palmarés

### Títulos nacionales
| Título           | Club              | País    | Año  |
| ---------------- | ----------------- | ------- | ---- |
| Primera División | Oriente Petrolero | Bolivia | 1990 |

### Distinciones individuales
| Distinción                                                   | Año  |
| ------------------------------------------------------------ | ---- |
| Máximo goleador de la Primera División de Bolivia (19 goles) | 1991 |